# Kübler-Ross-modellen
Kübler-Ross-modellen, eller sorgens fem faser, är en modell som identifierar en rad känslomässiga stadier när en person drabbas av ett dödsbesked. Modellen formulerades av psykiatrikern Elisabeth Kübler-Ross 1969 efter inspiration från sitt arbete med dödssjuka patienter. Modellen har vunnit spridning även bortom vetenskapliga sammanhang och används i resonemang kring många sorters personliga kriser såsom sjukdom, skilsmässa eller arbetslöshet och i kollektiva kriser.
Senare i sitt liv meddelade Kübler-Ross att faserna inte har en linjär och förutsägbar utveckling och att hon ångrar att hon skrev dem på ett sätt som missförstods. ”Kübler-Ross såg ursprungligen dessa faser som en återspegling av hur människor klarar av sjukdom och döende,” observerade sorgforskaren Kenneth J. Doka, ”inte som en återspegling av hur människor sörjer.”

## Modellen
Kübler-Ross-modellen säger att när en person står inför förestående död eller andra extrema, fruktansvärda öden (som personen ser det), så kommer han eller hon att uppleva en rad känslomässiga faser: förnekelse, ilska, köpslående, depression och acceptans (de flesta verkar hoppa fram och tillbaka mellan de första stegen och ibland befinna sig på flera nivåer samtidigt). Denna hypotes presenterade Kübler-Ross i boken On Death and Dying (1969), som var inspirerad av hennes arbete med döende patienter.  Genom enkäter, intervjuer och samtal samlade hon material för att kunna öka förståelsen för hur nära förestående död påverkar patienten, de yrkesverksamma i sjukvården kring patienten samt patientens familj. 

### Faserna
1. Förnekelse. Består i medveten eller omedveten vägran att acceptera verkligheten och fakta. "Läkarna måste ha blandat ihop röntgenbilderna. För två månader sedan syntes ingenting på mammografin". Förnekelse är en försvarsmekanism och vissa människor kan bli låsta i detta skede. Men vanligtvis är det ett tillfälligt och snart övergående försvar. Det ersätts i allmänhet med en ökad medvetenhet om att närstående kommer att finnas kvar efter min död, och att jag kommer att lämna efter mig ett arv i form av ägodelar, immateriella känslor och personer som finns kvar efter döden.
2. Ilska. Det är vanligen stark vrede som bryter den förlamande känslan av chock och den starka försvarsmekanismen förnekelse. "Det är decennier av bitterhet i mitt ruttna äktenskap som gett mig cancer!" Ilska kan manifestera sig på olika sätt. Människor kan vara arga på sig själva, eller på sig själv och andra, eller bara på andra eller mera sällan på något samhällsfenomen. Det är viktigt att förbli fristående och ickedömande när man förhåller sig till en person som upplever ilska på grund av intensiv sorg och förlust.
3. Förhandling. Individen köpslår om huruvida den på något sätt kan skjuta upp eller fördröja döden. Vanligtvis förs förhandlingarna om en förlängd livslängd med en "högre makt" i utbyte mot en reformerad livsstil ("Jag ska bli en bättre människa och lovar att..."). Psykologiskt säger individen: "Jag förstår att jag kommer att dö, men om jag bara kunde göra något för att köpa mig mer tid ..."
4. Depression. Den döende personen börjar bli klart medveten om att döden är nära. På grund av detta kan den döende bli tyst, vägra ta emot besökare och tillbringa en stor del av sin tid med att gråta och sörja. "Jag är så ledsen, varför bry sig om någonting?", "Jag kommer att dö snart, så vad är poängen med någonting alls?" Kübler-Ross rekommenderar inte anhöriga och vänner att försöka muntra upp en person som befinner sig i denna fas. Det är en viktig tid av sörjande som måste bearbetas, och personen gör även tillfälliga utflykter till de tidigare stadierna av ilska och förhandling. Depression kan kallas "genrep inför döden". Depression är en sorts acceptans med stort känslomässigt engagemang. Det är naturligt att känna sorg, ånger, rädsla och osäkerhet när man går igenom detta skede. Till slut visar personen normalt tecken på att ha börjat acceptera situationen.
5. Acceptans. "Hur ska jag och mina närmaste hantera detta?" I detta sista skede börjar individen att komma till rätta med sin dödlighet. Detta steg varar olika länge beroende på personens situation. Människor som ska dö kan nå detta skede långt innan de människor de lämnar efter sig, som måste passera genom sina egna individuella stadier för att hantera sorgen, har hunnit dit.[3]

"FIFDA" brukar användas som nonsensförkortning för att komma ihåg de fem stegen, men vanligare är att studerande lär sig de engelska beteckningarna. "DABDA" står på engelska för Denial - Anger - Bargaining - Depression - Acceptance.
Modellen kan tillämpas även när det gäller en nära anhörig till någon som ska dö eller drabbats av något fruktansvärt. Den kan även tillämpas på andra händelser som kan upplevas traumatiska. Kübler-Ross applicerade ursprungligen modellen på människor som drabbas av dödlig sjukdom, men expanderade den senare till flera former av katastrofal personlig förlust (förlusten av jobb, inkomst, frihet, meningsfulla relationer, kroppsfunktioner, amputation). Sådana förluster kan alltså även innefatta betydande livshändelser såsom en nära anhörigs död, slutet på en relation eller en skilsmässa, drogberoende, inlåsning i fängelse, uppkomsten av svår sjukdom eller en oåterkallelig kronisk sjukdom (t.ex. Alzheimer), diagnoser gällande t.ex. infertilitet, samt allehanda tragedier och katastrofer. Det är den enskilde som drabbas som definierar vad som är en svår tragedi eller en katastrof. Att föräldrarna skiljer sig, att ens partner gör slut, att man fastnat i ett drogberoende – olika individer skiljer sig mycket åt när det gäller förmågan att hantera och ta sig igenom de fem stadierna i Kübler-Ross-modellen. 
Hennes nyskapande idéer i boken On Death & Dying, där hon förklarade processen för att dö genom de med henne nu så starkt förknippade fem stadierna av sorg, fick en vidare spridning genom publiceringen i Time Magazine. Elisabeth Kübler-Ross blev snart världskänd för sitt banbrytande arbete med döende, och för sina idéer när det gäller rådgivning och stöd för dem som drabbats av dödsbesked och sorg.

## Kritik
Kritik som presenterats kring Kübler-Ross femstegsmodell grundas främst på att det saknas empirisk forskning och empiriska bevis som stöder de faser som beskrivits av Kübler-Ross. Tvärtemot vad modellen visar säger resultaten av observationer på andra sätt att uttrycka sorg. Dessutom är Kübler-Ross-modellen produkten av en viss kultur vid en viss tidpunkt och kan inte vara tillämplig på människor från andra kulturer. Dessa argument har gjorts av många experter, till exempel professor Robert J. Kastenbaum (1932–2013),erkänd expert inom gerontologi, dvs forskningen om åldrande och död. I sina skrifter tog Kastenbaum upp följande punkter:
- Förekomsten av dessa faser som sådana har inte visats empiriskt.
- Inga bevis har presenterats för att människor faktiskt flyttar från fas 1 till fas 5 enligt de steg som modellen påstår.
- Metodens begränsningar har inte erkänts.
- Linjen är suddig mellan beskrivning och behandling.
- De resurser, krav och egenskaper hos den omedelbara miljön, som kan göra en enorm skillnad, beaktas inte.

Bristen på stöd i kvalitetsgranskad forskning eller objektiv klinisk observation har lett till modellen fått etiketterna myt och felaktighet. Främst utifrån bristen på bevis att det finns faser för sorg. Ändå har modellen använts i populära nyheter och underhållningsmedia, inklusive den animerade komediserien The Simpsons.
Modellen kan användas för att hjälpa personer förstå sin sorg, men man bör understryka att det är en uppfattning om hur det kan vara, inte att det handlar om vetenskaplig fakta.